# Drótkötélpályás felvonó

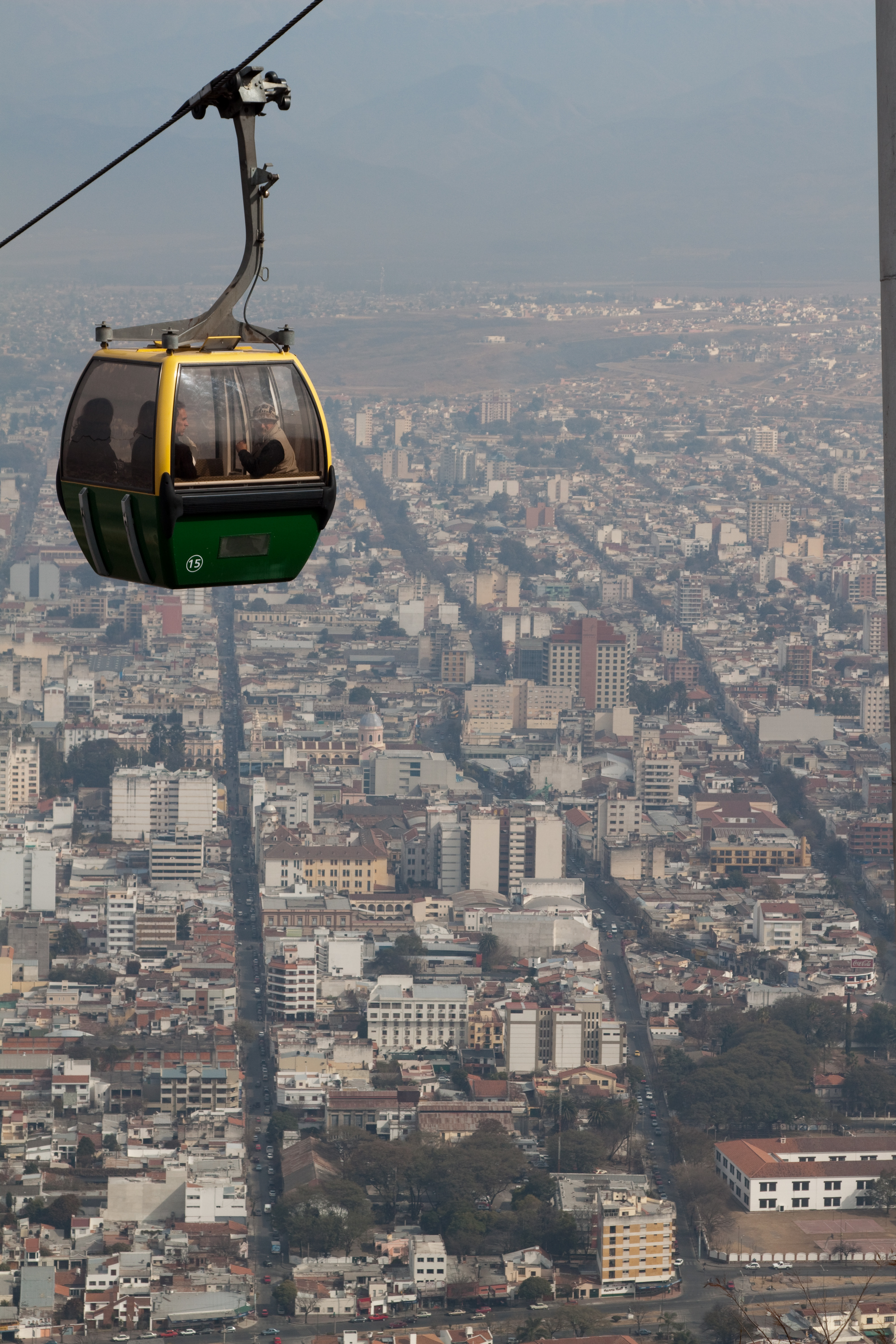
Drótkötélpályás felvonó

A drótkötélpályás felvonó a kötött pályás közlekedési eszközök egyik típusa. Jellemző a vasúthoz való sorolása, bár a pálya vasúti sín helyett drótkötél. Jogi szabályozását a vasútról szóló 1993. évi XCV. törvény által meghatározott jogszabályok tartalmazzák. Magyar jogszabály szerinti megnevezése: kötélvontatású személyszállító vasút.

## Meghatározása
Kötélpályarendszer: személyek szállítóeszközökben vagy vonóeszközökkel történő szállítására létesített és működtetett, helyhez kötött létesítmény, amelyben a felfüggesztés vagy a vontatás az utazás vonala mentén futó drótkötelekkel történik. A kötélpályarendszer teljes helyszíni rendszere infrastruktúrából és alrendszerekből áll.
Tervezésének, üzemeltetésének, üzemeltetésének jogi szabályozását a a kötélvontatású személyszállító vasutakról és az Országos Vasúti Szabályzat III. kötetének kiadásáról szóló 26/2003. (IV. 28.) GKM rendelet 10. számú mellékletben kiadott Országos Vasúti Szabályzat III. kötet Kötélvontatású személyszállító vasutak tartalmazza.

## Alrendszerek
A kötélpályarendszerek infrastruktúrára és a következő alrendszerekre bonthatók:
- Kötelek és tartószerkezetük
- Hajtások és fékek
- Gépészeti berendezések
  - Kötélhajtás
  - Állomási gépészeti berendezések
  - Pályamenti gépészeti berendezések
- Járművek
- Kabinok, függőszékek
  - Függesztékek
  - Futómű
  - Vonóeszközök, kapcsolókészülékek
- Elektromos berendezések
  - Ellenőrző, vezérlő és biztonsági berendezések
  - Kommunikációs és tájékoztató berendezések
  - Villámvédelmi berendezés
- Mentőberendezések
  - Helyhez kötött mentőberendezések
  - Mobil mentőberendezések

## Alkalmazási területe
Elterjedése elsősorban nagy meredekségű és egyéb eszközzel nehezen megközelíthető hegyoldalakra való feljutást, szakadékokon való átkelést biztosítja. Legkisebb kivitele az egyszemélyes sífelvonó (más néven sílift), de masszívabb kivitelben – zárt kabinban – több ember is utazhat egyszerre.

## Fajtái, osztályozása
Elhelyezés szerint:
Terephez kötött pályával rendelkeznek a
- sí- és szánfelvonók (a továbbiakban: sífelvonók), amelyek lehetnek alacsony és fej feletti kötélvezetésűek,
- siklók, egy járművel ellensúllyal, két járművel egy- és/vagy két vágányon véges vagy végtelen vonókötéllel;

Terep feletti pályán közlekednek a
- függőpályák járművei, ezek közül kötélből kialakított pályán közlekednek a
- kötélpályák járművei,

A kötelek száma szerint a kötélpályák lehetnek
- egyköteles
- kétköteles
- kettőnél több köteles pályák

A járművek kialakítása szerint:
- nyitott,
- félig zárt,
- zárt járművekkel kialakított pályák;

A sífelvonónál nincs jármű, csak vontató függeszték
Működése szerint lehet folyamatos (üzemelési idő alatt folyamatosan le és felfelé szállít egy végtelenített drótkötéllel) vagy szakaszos (menetrend szerint közlekedő).
Leghosszabb az örményországi Tatev szárnyai, amely 5,7 km hosszú.

## Ismertebb magyar drótkötélpályás felvonók
- Budapest, János-hegy, budapesti libegő
- Sátoraljaújhely, Zemplén Kalandpark, libegő
- Sátoraljaújhely, Zemplén Kalandpark, kabinos kötélpálya – Dongó
- Lillafüredi libegő
- Dobogó-kő, tányéros sífelvonó
- Mátrafüred-Sástó, mátrai libegő
- Kékestető, sífelvonó
- Pécs, sílift
- Visegrád, sílift
- Eplényi libegő

## Képek

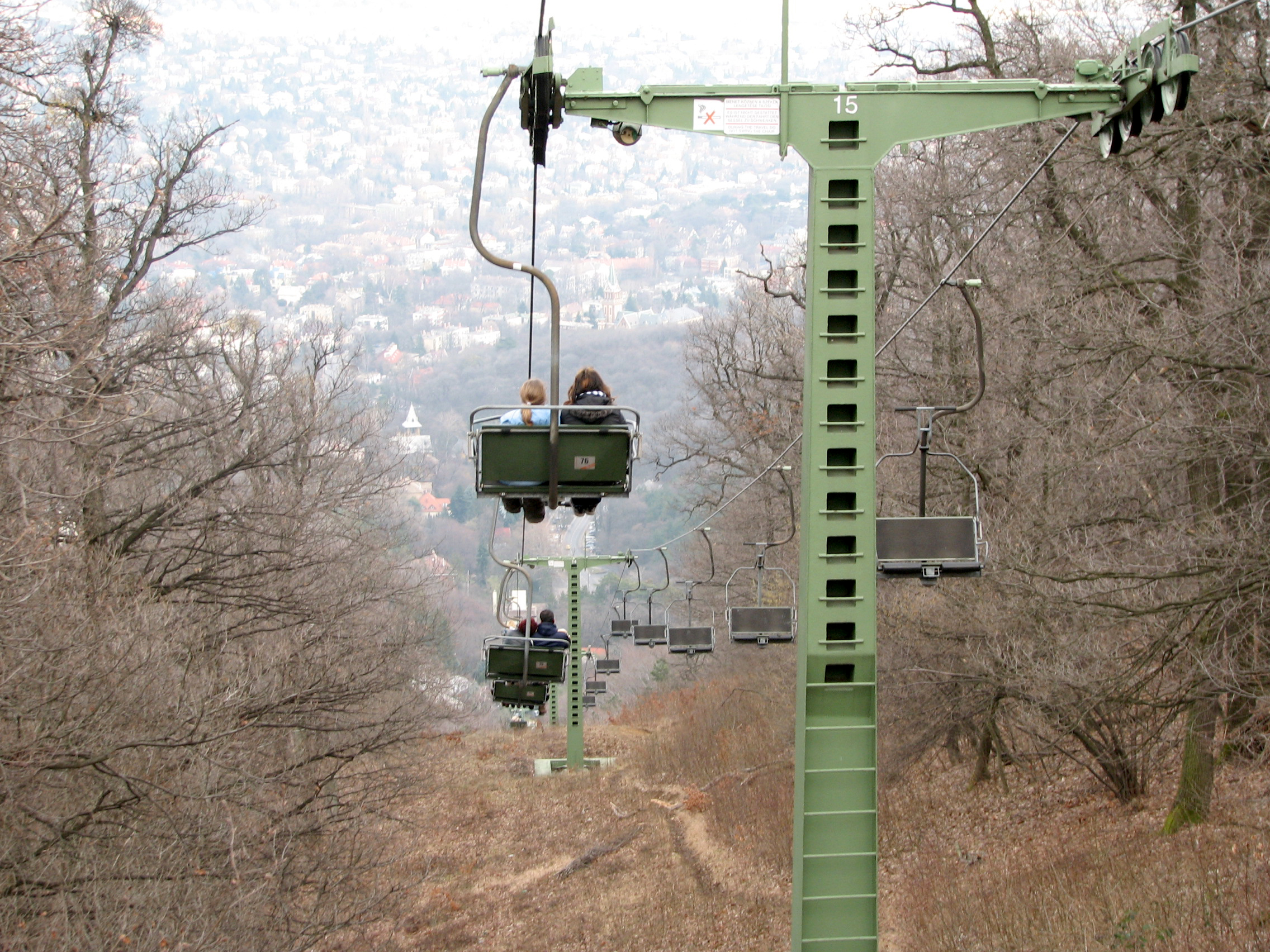
A budapesti libegő
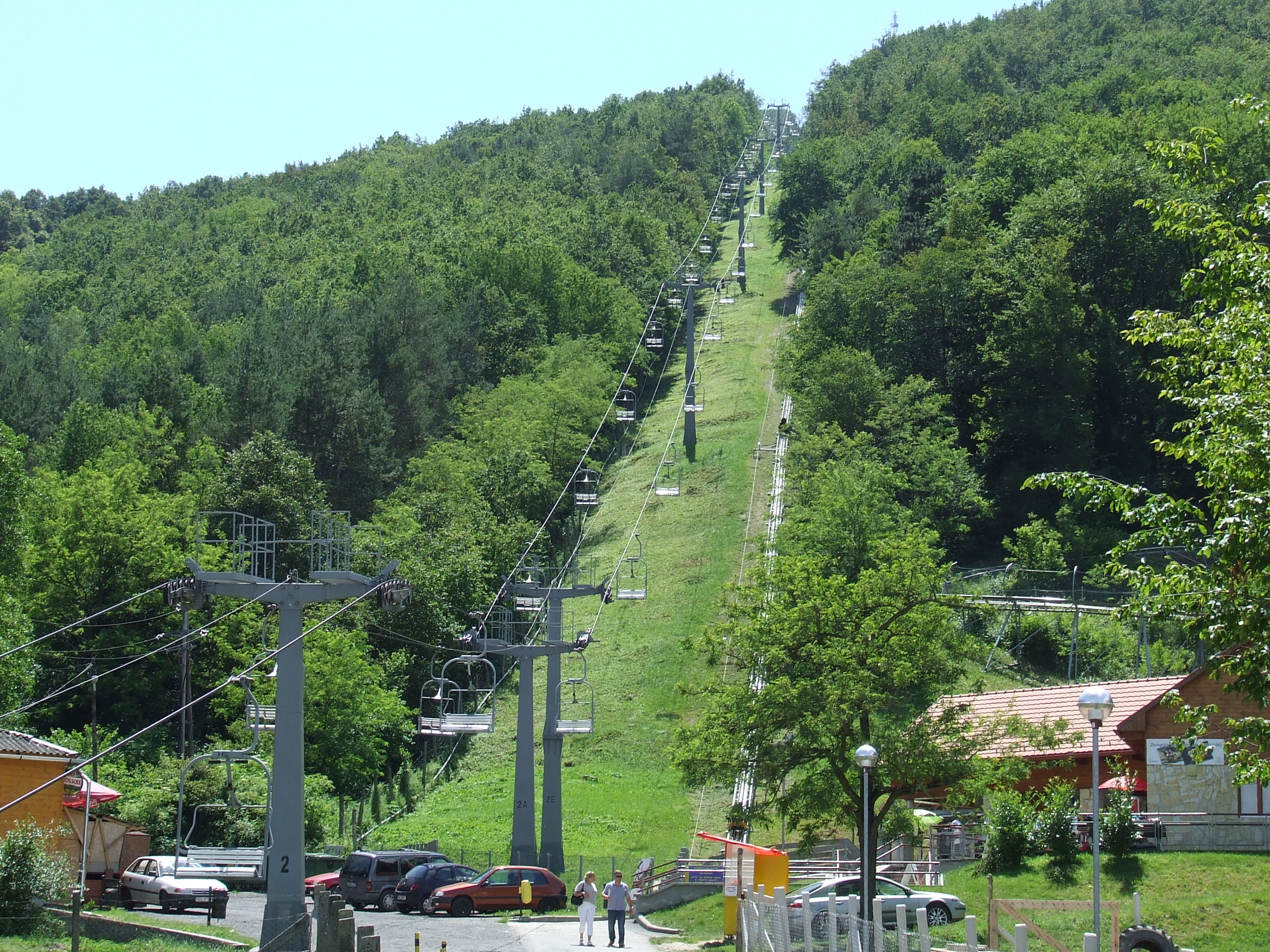
Sátoraljaújhely, Zemplén Kalandpark
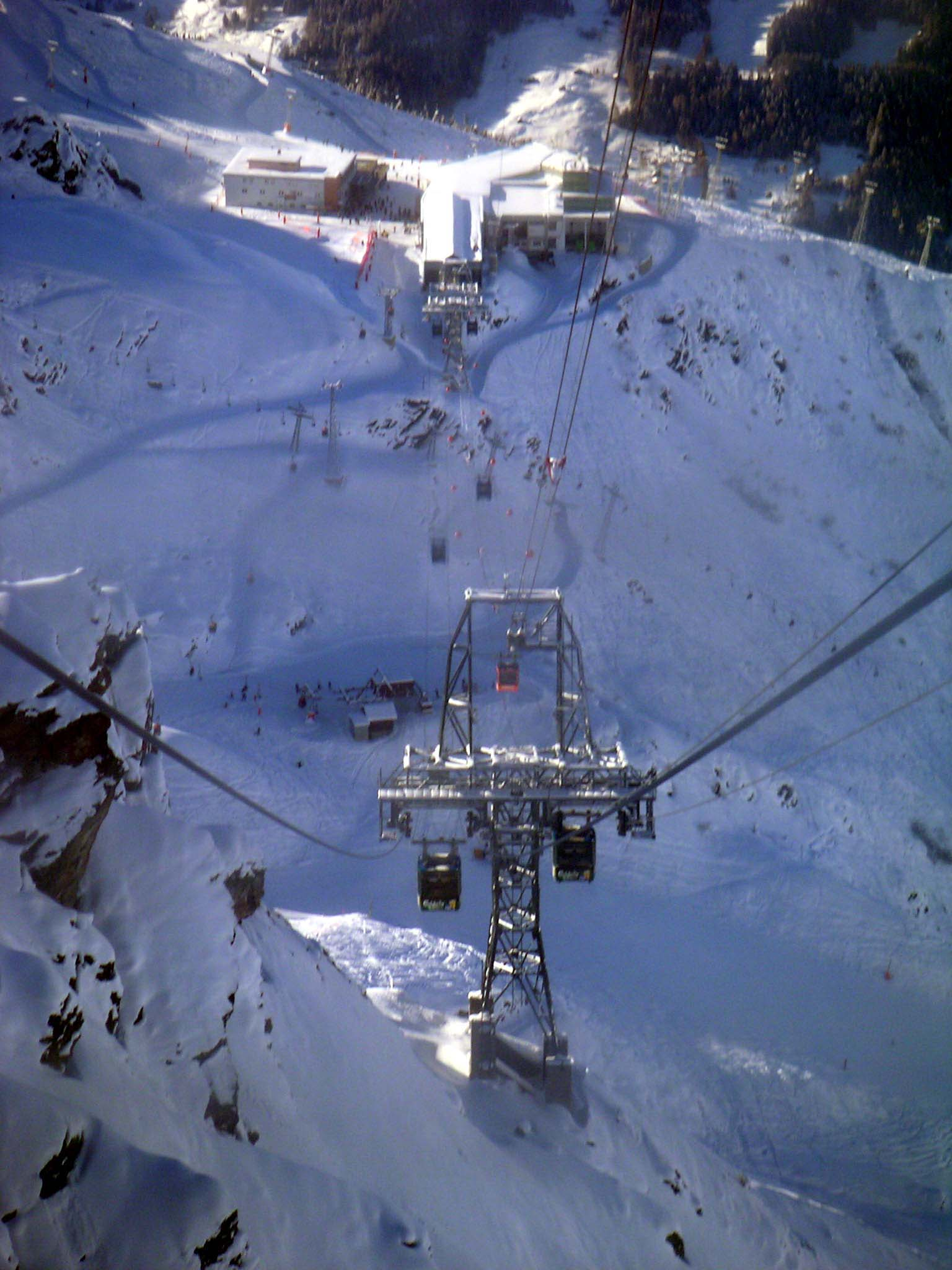
Sífelvonó Les Ruinettes állomása
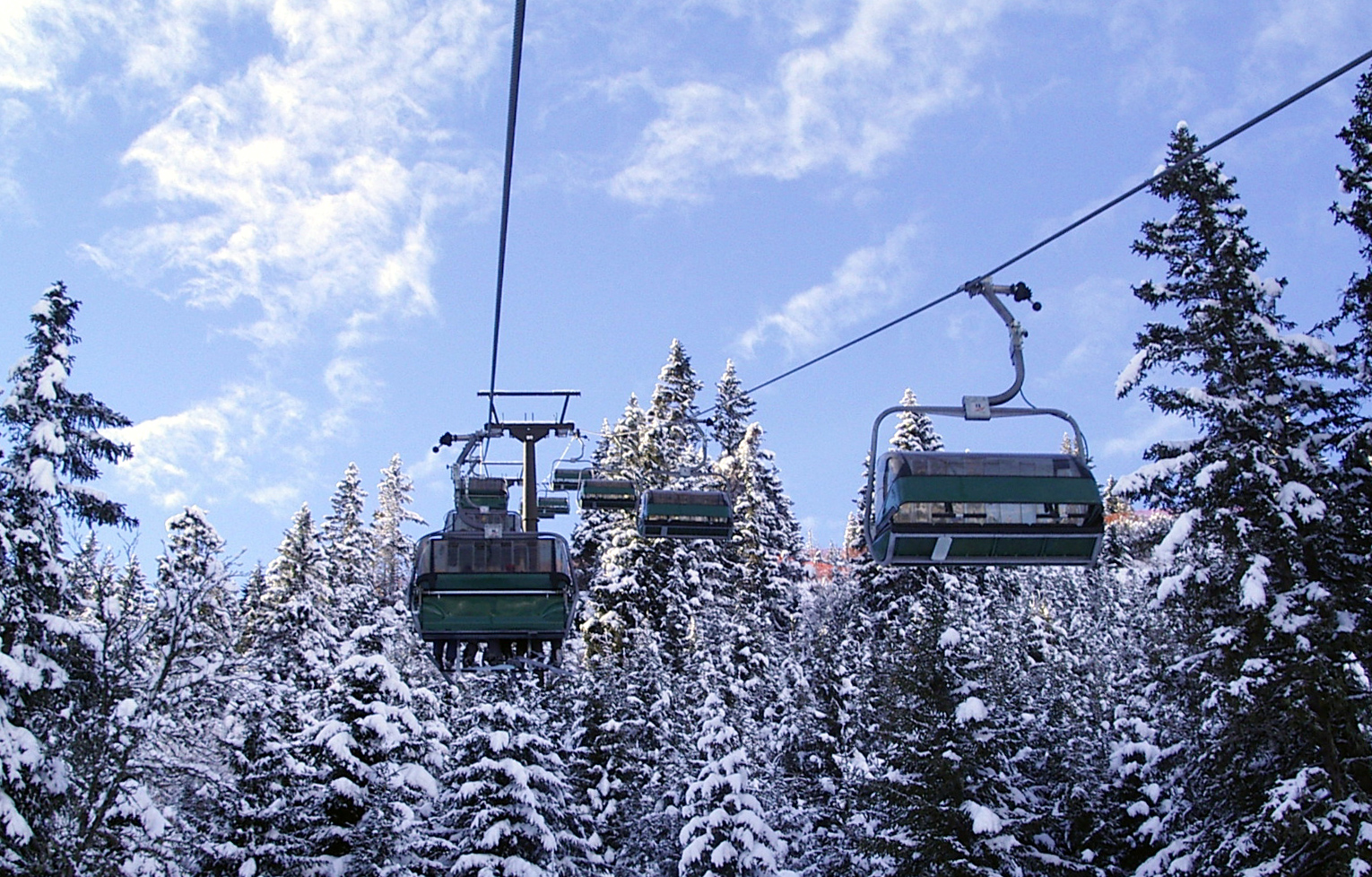
Sífelvonó Bad Hofgasteinben
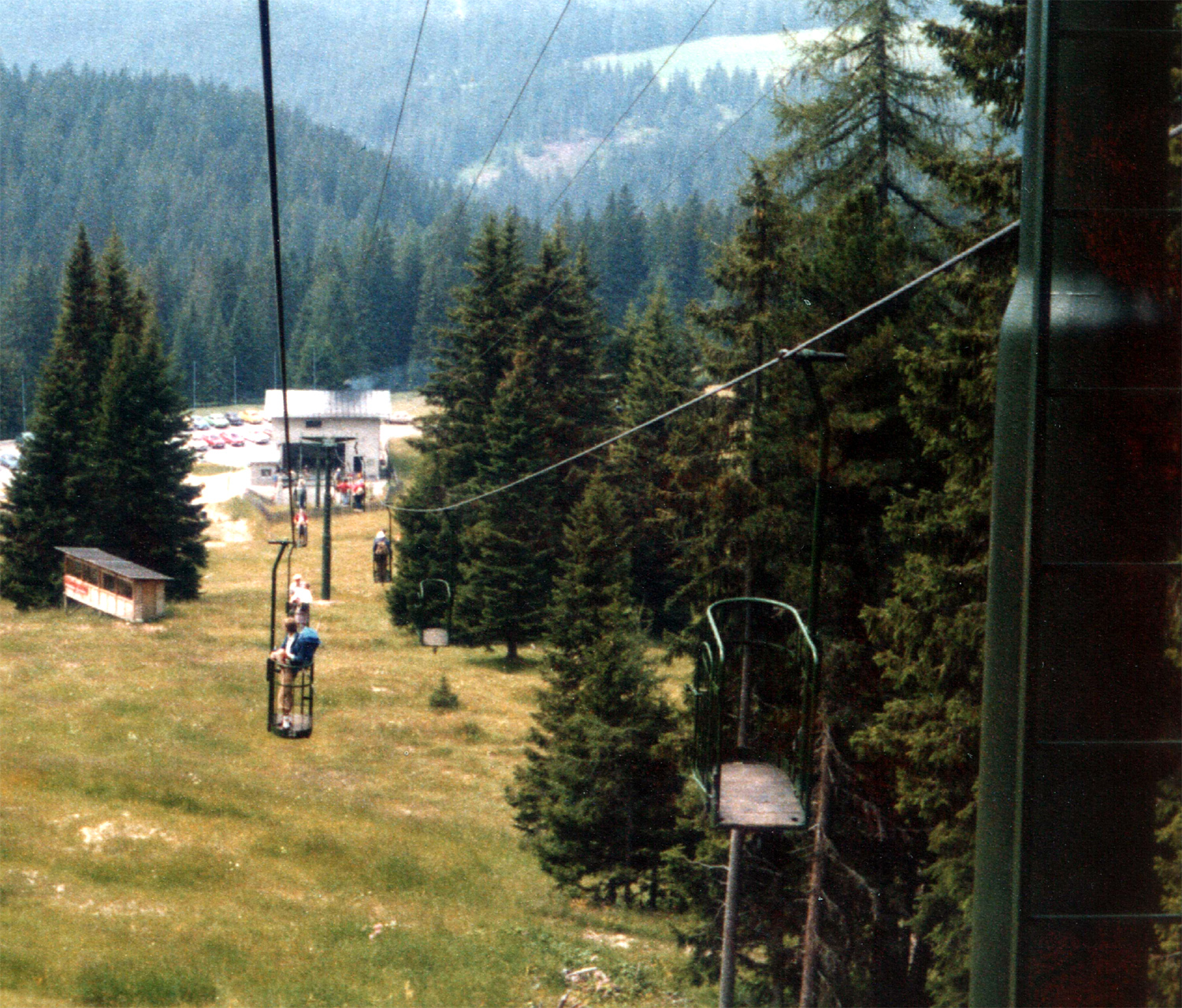
Kosaras felvonó
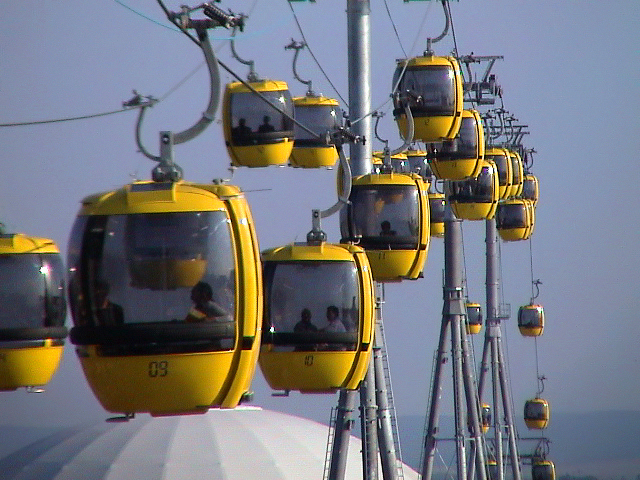
A 2000-es hannoveri expo felvonója
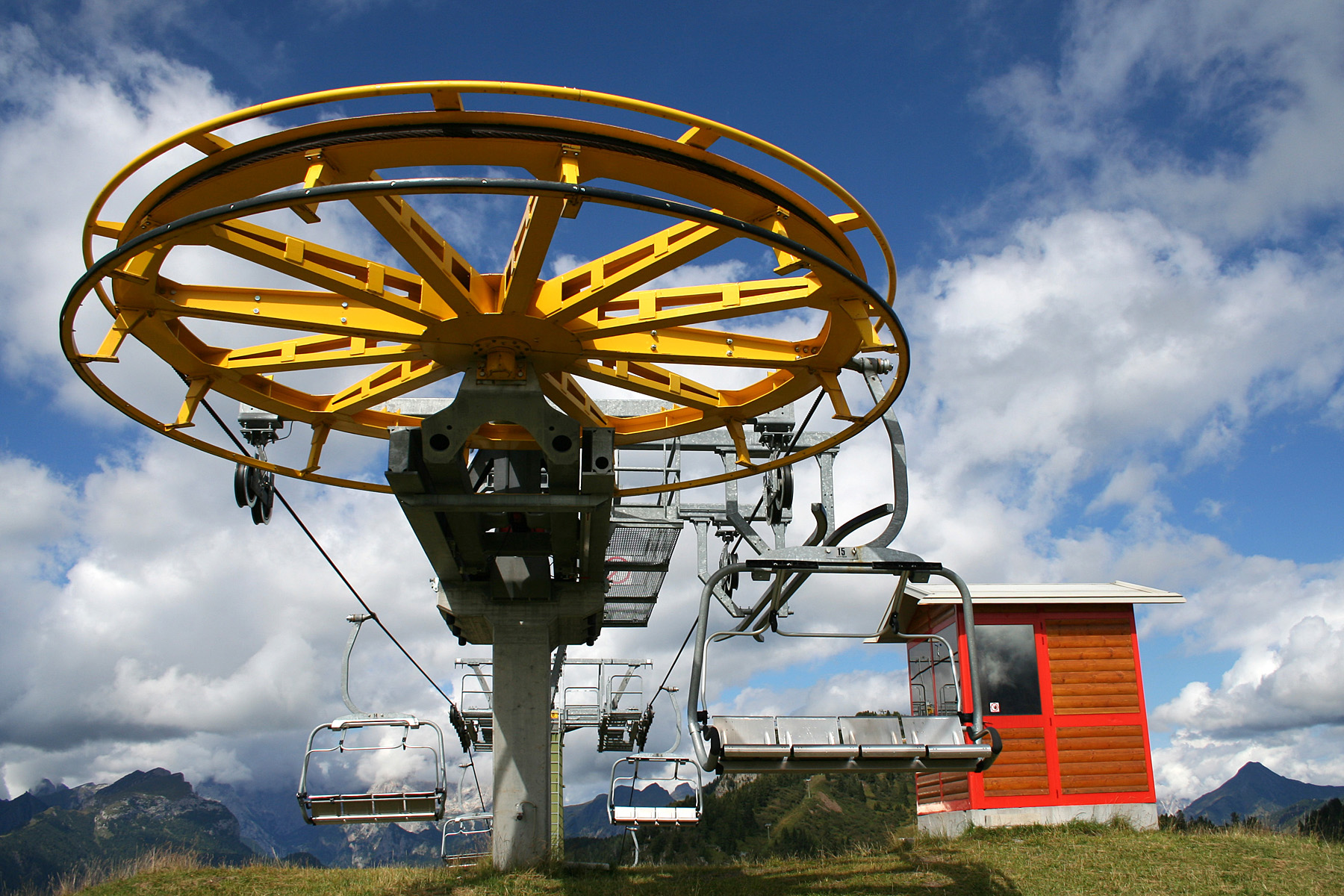
Felvonó felső állomása
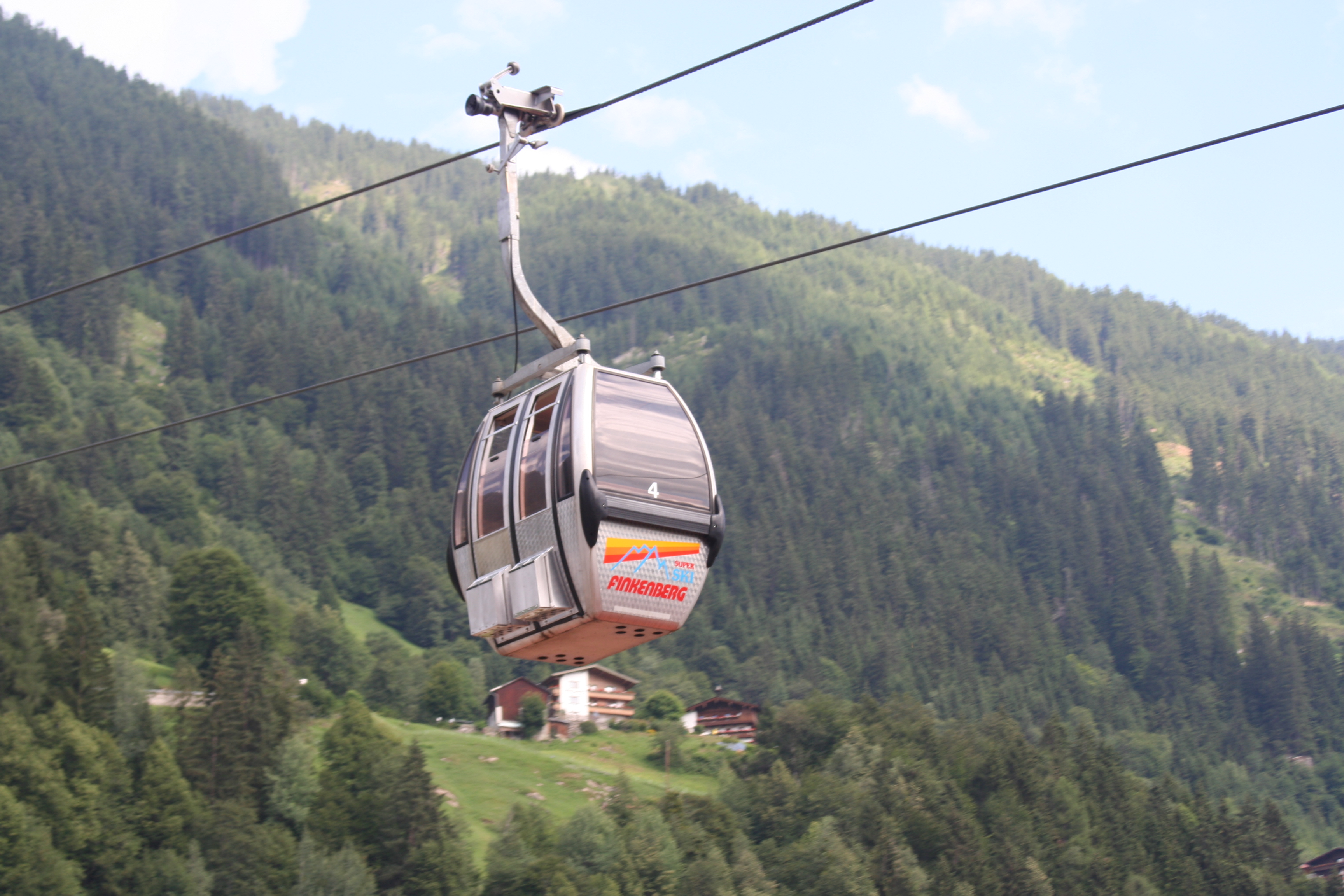
Tiroli kabinos felvonó
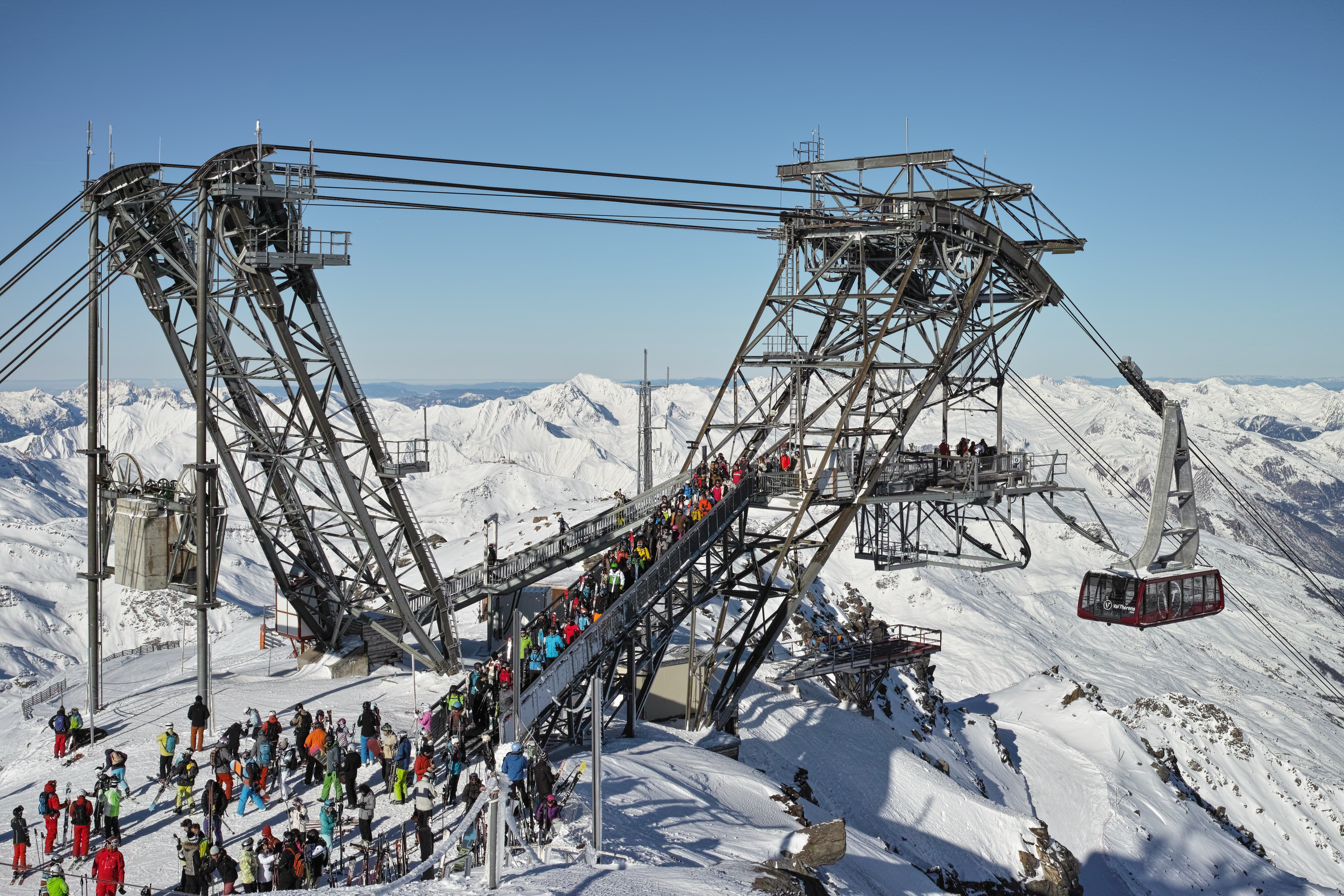
A kabinos felvonó felső állomása (Cime de Caron)